# Jan Dulęba
Jan Władysław Dulęba (ur. 26 czerwca 1899 w Leszczawie Górnej, zm. wiosna 1940 w Katyniu) – kapitan piechoty Wojska Polskiego, ofiara zbrodni katyńskiej.

## Życiorys
Urodził się jako syn Władysława i Zofii, z domu Kwiatkowska. Jego ojciec był właścicielem ziemskim.
Podczas I wojny światowej w 1917 został powołany do armii austro-węgierskiej, trafił do szeregów 40 pułku piechoty (m.in. służył w Samborze), następnie skierowany do 74 pułku piechoty, m.in. na froncie włoskim w Alpach Styryjskich. Później powrócił w rodzinne strony celem dokończenia nauki. W październiku 1918 ochotniczo zgłosił się do 3 batalionu Strzelców Sanockich, w szeregach którego uczestniczył w walkach o Lwów i Galicję podczas wojny polsko-ukraińskiej. Od 9 maja 1919 służył w tzw. „lotnej kompanii szturmowej” kpt. Stanisława Maczka i wraz z nim przeszedł pościg za ukraińskimi oddziałami od Dniestru po Zbrucz). Uczestniczył w wojnie polsko-bolszewickiej w szeregach 21 pułku piechoty „Dzieci Warszawy”.
Ukończył Szkołę Podchorążych Piechoty w wymiarze czterech miesięcy w 1921. W tym roku zdał także maturę. 3 maja 1922 roku został zweryfikowany w stopniu podporucznika ze starszeństwem z dniem 1 lipca 1921 roku i 1560. lokatą w korpusie oficerów piechoty.
W 1923 służył w 2 pułku Strzelców Podhalańskich w Sanoku. W tym samym roku został awansowany do stopnia porucznika ze starszeństwem z dniem 1 grudnia 1920 i 9. lokatą w korpusie oficerów piechoty. W 1925 roku ukończył czteromiesięczny kurs doskonalenia młodszych oficerów piechoty w Chełmnie. Na przełomie lat 20. i 30. jako porucznik 2 pspodh. został przeniesiony do Korpusu Ochrony Pogranicza i przydzielony do batalionu KOP „Łużki”, którego został dowódcą. 7 czerwca 1934 roku otrzymał przeniesienie z KOP do 67 pułku piechoty w Brodnicy. Na stopień kapitana został mianowany ze starszeństwem z 1 stycznia 1936 i 57. lokatą w korpusie oficerów piechoty. W marcu 1939 pełnił służbę na stanowisku komendanta powiatowego Przysposobienia Wojskowego Lubawa. W sierpniu 1939, w czasie mobilizacji, razem z nadwyżkami 67 pp, został skierowany do Rzeszowa, gdzie miał być sformowany Ośrodek Zapasowy 4 Dywizji Piechoty.
Po wybuchu II wojny światowej i agresji ZSRR na Polskę został aresztowany przez Sowietów i był przetrzymywany w obozie jenieckim w Kozielsku. 2 kwietnia 1940 roku został wywieziony do Katynia i rozstrzelany przez funkcjonariuszy Obwodowego Zarządu NKWD w Smoleńsku oraz pracowników NKWD przybyłych z Moskwy na mocy decyzji Biura Politycznego KC WKP(b) z 5 marca 1940. W Lesie Katyńskim prowadzone były ekshumacje i prace archeologiczne. W 1943 roku w toku ekshumacji prowadzonych przez Niemców jego ciało zostało zidentyfikowane pod numerem 1912 – dosł. określony jako Duleba Jan Wladyslaw (przy jego zwłokach odnaleziono m.in. zaświadczenie lekarskie, części legitymacji oficerskiej, wizytówkę, pocztówkę), gdzie został pochowany w mogile bratniej, najprawdopodobniej trzeciej, na terenie obecnego Polskiego Cmentarza Wojennego w Katyniu. Figuruje na liście Komisji Technicznej PCK pod numerem 01912.

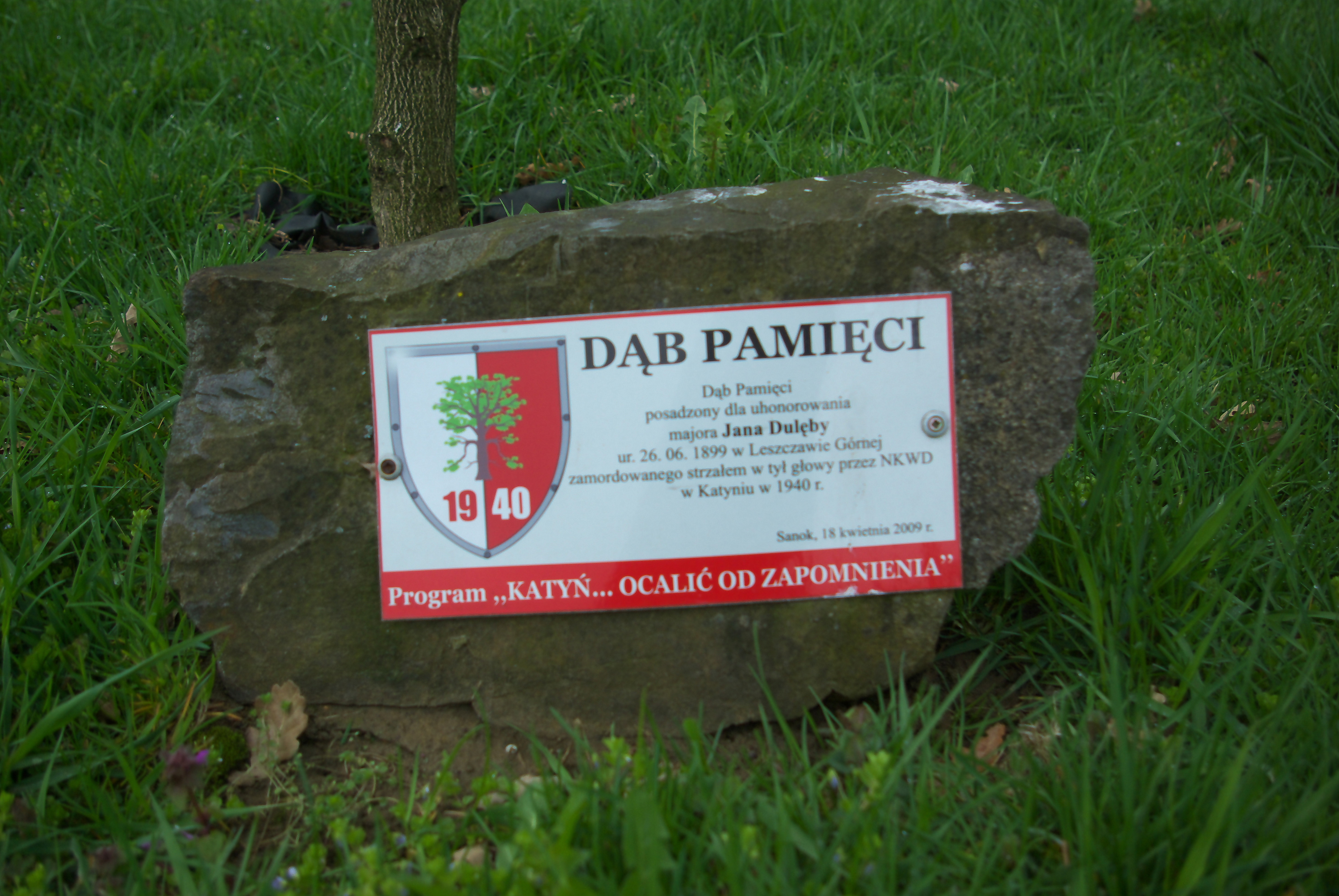
Kamień przy Dębie Pamięci honorującym Jana Dulębę w Sanoku

## Upamiętnienie
5 października 2007 roku Minister Obrony Narodowej Aleksander Szczygło awansował go pośmiertnie do stopnia majora. Awans został ogłoszony 9 listopada 2007 roku w Warszawie, w trakcie uroczystości „Katyń Pamiętamy – Uczcijmy Pamięć Bohaterów”.
W ramach akcji „Katyń... pamiętamy” / „Katyń... Ocalić od zapomnienia” Jana Dulębę upamiętniono Dębami Pamięci 18 kwietnia 2009 roku w tzw. Alei Katyńskiej na Cmentarzu Centralnym w Sanoku (zasadzenia dokonali wiceburmistrz miasta Marian Kurasz i przewodniczący Rady Miasta Sanoka Jan Pawlik) oraz 20 kwietnia 2010 roku w Kurzętniku.

## Odznaczenia
- Srebrny Krzyż Zasługi[33]